# Stazione meteorologica di Gioia del Colle Aeroporto
La stazione meteorologica di Gioia del Colle Aeroporto è la stazione meteorologica di riferimento per il servizio meteorologico dell'Aeronautica Militare e per l'Organizzazione Mondiale della Meteorologia, relativa alla località di Gioia del Colle e al territorio delle basse Murge baresi.

## Caratteristiche
La stazione meteorologica si trova nell'Italia meridionale, nella città metropolitana di Bari, nel comune di Gioia del Colle, a 350 metri s.l.m. e alle coordinate geografiche 40°46′10.16″N 16°55′56.9″E.
L'Ufficio Meteorologico Aeroportuale e la stazione meteorologica vennero inaugurati il 10 novembre 1951 all'interno dell'infrastruttura militare di Gioia del Colle.

## Medie climatiche ufficiali

### Dati climatologici 1971-2000
In base alle medie climatiche del periodo 1971-2000, la temperatura media del mese più freddo, gennaio, è di +6,2 °C, mentre quella del mese più caldo, luglio, è di +23,2 °C; mediamente si contano 28 giorni di gelo all'anno e 39 giorni con temperatura massima uguale o superiore ai +30 °C. I valori estremi di temperatura registrati nel medesimo trentennio sono i -9,8 °C del gennaio 1985 e i +41,8 °C del luglio 1988.
Le precipitazioni medie annue si attestano a 597 mm, mediamente distribuite in 72 giorni di pioggia, con minimo in estate e picco massimo in autunno-inverno.
L'umidità relativa media annua fa registrare il valore di 71,3 % con minimo di 61 % a luglio e massimi di 80 % a novembre e a dicembre; mediamente si contano 72 giorni di nebbia all'anno.
Di seguito è riportata la tabella con le medie climatiche e i valori massimi e minimi assoluti registrati nel trantennio 1971-2000 e pubblicati nell'Atlante Climatico d'Italia del Servizio Meteorologico dell'Aeronautica Militare relativo al medesimo trentennio.
| Gioia del Colle Aeroporto (1971-2000) | Mesi        | Mesi        | Mesi        | Mesi        | Mesi        | Mesi        | Mesi        | Mesi        | Mesi        | Mesi        | Mesi        | Mesi        | Stagioni | Stagioni | Stagioni | Stagioni | Anno  |
| Gioia del Colle Aeroporto (1971-2000) | Gen         | Feb         | Mar         | Apr         | Mag         | Giu         | Lug         | Ago         | Set         | Ott         | Nov         | Dic         | Inv      | Pri      | Est      | Aut      | Anno  |
| ------------------------------------- | ----------- | ----------- | ----------- | ----------- | ----------- | ----------- | ----------- | ----------- | ----------- | ----------- | ----------- | ----------- | -------- | -------- | -------- | -------- | ----- |
| T. max. media (°C)                    | 10,1        | 10,6        | 13,1        | 16,5        | 22,2        | 26,9        | 29,8        | 29,6        | 25,3        | 19,8        | 14,4        | 11,3        | 10,7     | 17,3     | 28,8     | 19,8     | 19,1  |
| T. min. media (°C)                    | 2,2         | 2,1         | 3,6         | 5,8         | 10,1        | 14,0        | 16,6        | 16,7        | 13,6        | 10,3        | 6,1         | 3,4         | 2,6      | 6,5      | 15,8     | 10,0     | 8,7   |
| T. max. assoluta (°C)                 | 18,4 (1986) | 21,4 (1990) | 23,6 (1990) | 28,4 (1983) | 34,2 (1994) | 40,8 (1982) | 41,8 (1988) | 40,2 (2000) | 36,2 (1975) | 32,2 (1981) | 23,8 (1990) | 20,0 (1979) | 21,4     | 34,2     | 41,8     | 36,2     | 41,8  |
| T. min. assoluta (°C)                 | −9,8 (1985) | −9,4 (1993) | −8,2 (1987) | −2,8 (1988) | 1,4 (1989)  | 7,0 (1980)  | 9,0 (1980)  | 8,6 (1976)  | 4,6 (1976)  | −0,6 (1972) | −5,2 (1972) | −7,2 (1976) | −9,8     | −8,2     | 7,0      | −5,2     | −9,8  |
| Giorni di calura (Tmax ≥ 30 °C)       | 0           | 0           | 0           | 0           | 0           | 6           | 15          | 15          | 3           | 0           | 0           | 0           | 0        | 0        | 36       | 3        | 39    |
| Giorni di gelo (Tmin ≤ 0 °C)          | 8           | 8           | 4           | 1           | 0           | 0           | 0           | 0           | 0           | 0           | 2           | 5           | 21       | 5        | 0        | 2        | 28    |
| Precipitazioni (mm)                   | 50,2        | 71,2        | 60,5        | 45,7        | 43,4        | 29,5        | 23,6        | 32,2        | 45,4        | 67,7        | 67,0        | 60,1        | 181,5    | 149,6    | 85,3     | 180,1    | 596,5 |
| Giorni di pioggia                     | 7           | 8           | 7           | 7           | 6           | 4           | 3           | 3           | 5           | 7           | 8           | 7           | 22       | 20       | 10       | 20       | 72    |
| Giorni di nebbia                      | 9           | 6           | 7           | 6           | 3           | 2           | 1           | 2           | 5           | 10          | 10          | 11          | 26       | 16       | 5        | 25       | 72    |
| Umidità relativa media (%)            | 79          | 75          | 73          | 70          | 68          | 63          | 61          | 63          | 69          | 75          | 80          | 80          | 78       | 70,3     | 62,3     | 74,7     | 71,3  |

### Dati climatologici 1961-1990
In base alle medie di riferimento trentennale (1961-1990), la temperatura media del mese più freddo, gennaio, si attesta a +5,9 °C, mentre quella del mese più caldo, luglio, è di +22,8 °C. Nel medesimo trentennio, la temperatura minima assoluta ha toccato i -9,8 °C nel gennaio 1985 (media delle minime assolute annue di -5,7 °C), mentre la massima assoluta ha fatto registrare i +41,8 °C nel luglio 1988 (media delle massime assolute annue di +37,5 °C).
La nuvolosità media annua si attesta a 3,7 okta giornalieri, con minimo di 1,6 okta giornalieri a luglio e massimi di 4,8 okta giornalieri a gennaio e a febbraio.
Le precipitazioni medie annue, di poco superiori ai 600 mm, presentano un minimo relativo in estate ed un picco in autunno molto moderato.
L'umidità relativa media annua fa registrare il valore di 70,2% con minimo di 59% a luglio e massimi di 79% a novembre e a dicembre.
| Gioia del Colle Aeroporto (1961-1990) | Mesi        | Mesi        | Mesi        | Mesi        | Mesi        | Mesi        | Mesi        | Mesi        | Mesi        | Mesi        | Mesi        | Mesi        | Stagioni | Stagioni | Stagioni | Stagioni | Anno  |
| Gioia del Colle Aeroporto (1961-1990) | Gen         | Feb         | Mar         | Apr         | Mag         | Giu         | Lug         | Ago         | Set         | Ott         | Nov         | Dic         | Inv      | Pri      | Est      | Aut      | Anno  |
| ------------------------------------- | ----------- | ----------- | ----------- | ----------- | ----------- | ----------- | ----------- | ----------- | ----------- | ----------- | ----------- | ----------- | -------- | -------- | -------- | -------- | ----- |
| T. max. media (°C)                    | 9,8         | 10,5        | 13,0        | 16,7        | 21,8        | 26,3        | 29,5        | 29,1        | 25,3        | 19,6        | 14,5        | 11,0        | 10,4     | 17,2     | 28,3     | 19,8     | 18,9  |
| T. min. media (°C)                    | 1,9         | 2,1         | 3,6         | 5,8         | 9,6         | 13,3        | 16,0        | 15,8        | 13,3        | 9,8         | 5,8         | 3,2         | 2,4      | 6,3      | 15,0     | 9,6      | 8,4   |
| T. max. assoluta (°C)                 | 18,4 (1986) | 21,4 (1990) | 23,6 (1990) | 28,4 (1983) | 34,0 (1973) | 40,8 (1982) | 41,8 (1988) | 40,0 (1967) | 36,2 (1975) | 32,2 (1981) | 23,8 (1990) | 20,0 (1979) | 21,4     | 34,0     | 41,8     | 36,2     | 41,8  |
| T. min. assoluta (°C)                 | −9,8 (1985) | −7,4 (1967) | −8,2 (1987) | −2,8 (1988) | 0,0 (1962)  | 6,0 (1967)  | 8,8 (1964)  | 8,6 (1976)  | 4,4 (1964)  | −2,4 (1965) | −5,2 (1972) | −7,2 (1976) | −9,8     | −8,2     | 6,0      | −5,2     | −9,8  |
| Nuvolosità (okta al giorno)           | 4,8         | 4,8         | 4,6         | 4,3         | 3,7         | 2,8         | 1,6         | 1,9         | 2,7         | 3,8         | 4,3         | 4,7         | 4,8      | 4,2      | 2,1      | 3,6      | 3,7   |
| Precipitazioni (mm)                   | 53,0        | 67,5        | 66,9        | 41,7        | 46,3        | 39,2        | 28,3        | 41,6        | 49,0        | 68,7        | 66,5        | 67,9        | 188,4    | 154,9    | 109,1    | 184,2    | 636,6 |
| Giorni di pioggia                     | 8           | 8           | 8           | 6           | 6           | 4           | 3           | 4           | 5           | 7           | 7           | 8           | 24       | 20       | 11       | 19       | 74    |
| Umidità relativa media (%)            | 78          | 76          | 72          | 69          | 67          | 62          | 59          | 62          | 66          | 73          | 79          | 79          | 77,7     | 69,3     | 61       | 72,7     | 70,2  |

## Valori estremi

### Temperature estreme mensili dal 1959 ad oggi
Nella tabella sottostante sono riportate le temperature massime e minime assolute mensili, stagionali ed annuali dal 1959 ad oggi, con il relativo anno in cui si queste si sono registrate. La massima assoluta del periodo esaminato di +43,2 °C è del luglio 2007, mentre la minima assoluta di -9,8 °C risale al gennaio 1985.
| Gioia del Colle Aeroporto (1959-2023) | Mesi        | Mesi        | Mesi        | Mesi        | Mesi        | Mesi        | Mesi        | Mesi        | Mesi        | Mesi        | Mesi        | Mesi        | Stagioni | Stagioni | Stagioni | Stagioni | Anno |
| Gioia del Colle Aeroporto (1959-2023) | Gen         | Feb         | Mar         | Apr         | Mag         | Giu         | Lug         | Ago         | Set         | Ott         | Nov         | Dic         | Inv      | Pri      | Est      | Aut      | Anno |
| ------------------------------------- | ----------- | ----------- | ----------- | ----------- | ----------- | ----------- | ----------- | ----------- | ----------- | ----------- | ----------- | ----------- | -------- | -------- | -------- | -------- | ---- |
| T. max. assoluta (°C)                 | 20,0 (2022) | 21,4 (1990) | 25,6 (2001) | 28,4 (1983) | 34,4 (2009) | 41,4 (2007) | 43,2 (2007) | 40,6 (2017) | 38,6 (2008) | 32,2 (1981) | 28,0 (2022) | 20,4 (2010) | 21,4     | 34,4     | 43,2     | 38,6     | 43,2 |
| T. min. assoluta (°C)                 | −9,8 (1985) | −9,4 (1993) | −8,2 (1987) | −3,6 (2003) | 0,0 (1962)  | 6,0 (1967)  | 8,4 (1960)  | 8,6 (1976)  | 4,4 (1964)  | −2,4 (1965) | −5,2 (1972) | −7,2 (1976) | −9,8     | −8,2     | 6,0      | −5,2     | −9,8 |